# باشگاه ورزشی یونیون
باشگاه ورزشی یونیون (که معمولاً یونیون نامیده می‌شود) یک باشگاه فوتبال حرفه‌ای در ونزوئلا بود. این باشگاه هفت عنوان لیگ دسته اول را در دوره آماتور به دست آورده است. این باشگاه در کاراکاس مستقر بود.

## افتخارات
- لیگ دسته اول فوتبال ونزوئلا: ۷

۷ قهرمانی: ۱۹۳۲, ۱۹۳۴, ۱۹۳۵, ۱۹۳۹, ۱۹۴۰, ۱۹۴۷, ۱۹۵۰
۳ نایب قهرمانی: ۱۹۲۹, ۱۹۳۰, ۱۹۴۸